# Olidiana mecistenata
Olidiana mecistenata är en insektsart som beskrevs av Yang. Olidiana mecistenata ingår i släktet Olidiana och familjen dvärgstritar. Inga underarter finns listade i Catalogue of Life.